# Aaron Farlow
Aaron Farlow né le 19 avril 1981 à Queanbeyan est un triathlète professionnel australien, vainqueur sur triathlon Ironman.

## Palmarès en triathlon
Le tableau présente les résultats les plus significatifs (podium) obtenus sur le circuit national et international de triathlon depuis 2008,.
| Année | Compétition                                  | Pays             | Position           | Temps           |
| ----- | -------------------------------------------- | ---------------- | ------------------ | --------------- |
| 2012  | ITU Long Distance Series - l'étape de Weihai | Chine            | Médaille de bronze | 4 h 20 min 37 s |
| 2012  | Challenge Copenhague                         | Danemark         | Médaille d'or      | 8 h 20 min 9 s  |
| 2012  | Challenge Wanaka                             | Nouvelle-Zélande | Médaille d'or      | 8 h 41 min 53 s |
| 2011  | ITU Long Distance Series - l'étape de Weihai | Chine            | Médaille de bronze | 4 h 17 min 54 s |
| 2011  | Ironman Pays-de-Galles                       | Royaume-Uni      | Médaille d'argent  | 9 h 4 min 25 s  |
| 2011  | Ironman Royaume-Uni                          | Royaume-Uni      | Médaille d'or      | 8 h 24 min 34 s |
| 2011  | Challenge Henley-on-Thames                   | Royaume-Uni      | Médaille de bronze | 8 h 40 min 10 s |
| 2010  | ITU Long Distance Series - l'étape de Weihai | Chine            | Médaille de bronze | 3 h 56 min 7 s  |
| 2010  | Ironman 70.3 Singapour                       | Singapour        | Médaille de bronze | 3 h 55 min 45 s |
| 2009  | Canberra Half Ironman                        | Australie        | Médaille d'or      | 4 h 5 min 33 s  |
| 2009  | Challenge Kraichgau                          | Allemagne        | Médaille de bronze | 4 h 4 min 15 s  |
| 2008  | Canberra Half Ironman                        | Australie        | Médaille d'or      | 4 h 12 min 39 s |